# Semiothisa albinigra
Semiothisa albinigra là một loài bướm đêm trong họ Geometridae.